# Podul Waterloo (film din 1940)
Podul Waterloo (în engleză Waterloo Bridge) este un film american din 1940, regizat de Mervyn LeRoy. El este un remake al filmului cu același nume din 1931, care a adaptat piesa de teatru omonimă din 1930.
Filmul a fost realizat de Metro-Goldwyn-Mayer, regizat de Mervyn LeRoy și produs de Sidney Franklin și Mervyn LeRoy. Scenariul a fost scris de S. N. Behrman, Hans Rameau și George Froeschel, după piesa de pe Broadway a lui Robert E. Sherwood. Muzica este compusă de Herbert Stothart, iar cadrele au fost filmate de Joseph Ruttenberg. Rolurile principale sunt interpretate de Robert Taylor și Vivien Leigh, primul ei film de după succesul obținut în Pe aripile vântului. MGM a achiziționat versiunea din 1931 de la Universal atunci când a făcut acest remake.
Podul Waterloo relatează povestea unei dansatoare și a unui ofițer care se întâlnesc întâmplător pe Podul Waterloo din Londra. Această întâlnire inițială are loc în timpul unui raid aerian din Primul Război Mondial. Dar, din cauza Codului Hays, care nu era în vigoare atunci când a fost realizată versiunea din 1931 a filmului, scenariul versiunii din 1940 a trebuit să fie schimbat și oarecum refăcut. În piesa originală și în film, Myra este o fată din cor de moravuri ușoare, iar Roy este prea naiv pentru a-și da seama de acest lucru până aproape de final. În versiunea din 1940, Myra este o balerină într-o companie de dans de prestigiu, care decade și devine prostituată după ce a crezut greșit că Roy a fost ucis. În primul film, Myra este ucisă accidental; în versiunea din 1940, ea se sinucide pentru a nu-l implica pe Roy într-un scandal.
Podul Waterloo a avut un succes la box-office și a fost nominalizat la două Premii Oscar — pentru cea mai bună melodie originală pentru Herbert Stothart și pentru cea mai bună imagine. El a fost, de asemenea, considerat filmul personal favorit al actorilor Vivien Leigh și Robert Taylor.

## Rezumat
Imediat după izbucnirea celui de-Al Doilea Război Mondial, un colonel britanic care se îndrepta spre front îi cere șoferului să ocolească până la Podul Waterloo pe care dorește să se plimbe înainte de a părăsi Anglia. Ajuns pe pod, el este copleșit de amintiri. Pe același pod, în timpul Primului Război Mondial, tânărul căpitan Roy Cronin (Taylor) fusese suprins de o alarmă care a semnalizat un raid aerian. El a întâlnit acolo un grup de fete care erau derutate, neștiind ce ar trebui să facă. Ele s-au îndreptat către Roy, iar el le-a spus să se îndrepte spre adăpostul antiaerian. Una dintre fetele din grup, Myra Lester (Leigh) a scăpat geanta pe jos în drum, iar căpitanul a ajutat-o să-și strângă lucruruile, printre care și talismanul ei norocos, conducând-o apoi spre adăpost.
Odată ajunși în subteran, Roy și Myra au vorbit unul cu altul, iar Myra l-a invitat pe Roy la spectacolul ei de balet. Roy a refuzat, afirmând că trebuie să meargă să ia cina cu un colonel, și și-a exprimat regretul. Ei se despart, iar Myra îi dă talismanul ei norocos. Cu toate acestea, el renunță la cina cu colonelul și se duce la spectolul de balet. Ulterior, el îi trimite Myrei un bilețel, invitând-o la cină. Bilețelul este luat de către doamna Olga Kirowa (Maria Ouspenskaya). Doamna Kirowa îi ordonă Myrei să-i scrie un bilet lui Roy în care să refuze invitația. Între timp, Roy așteaptă cu nerăbdare răspunsul și, primind scrisoarea, începe să meargă deprimat mai departe. Cu toate acestea, Kitty (Virginia Field) îl oprește și aranjează întâlnirea în numele Myrei.
Myra și Roy petrec împreună o seară plăcută, care se încheie cu un sărut. La despărțire, Roy îi explică faptul că el trebuie să meargă pe front. În ziua următoare, Myra, abătută, se uită pe fereastră și îl vede pe Roy stând în picioare prin ploaie. Ea fuge la el și cei doi sunt de acord să se căsătorească. Dar, după ce se întoarce la pensiune, Roy o anunță la telefon că urmează să plece în 30 de minute pe front. Ea nu participă la spectacolul de balet și se duce la gară pentru a-i spune la revedere lui Roy. La întoarcerea sa la teatru, Myra este dată afară din trupă de către doamna Kirowa. Kitty sare în apărarea Myrei, explicând situația, iar doamna Kirowa o concediază și pe ea. 
Myra și Kitty închiriază un mic apartament și Myra primește flori de la Roy. În timp ce așteaptă într-o ceainărie pe mama lui Roy (Lucile Watson) care dorea să o cunoască, Myra citește în ziar că Roy a fost ucis. Proprietăreasa ceainăriei îi dă un pahar de vin pentru a o revigora. Câteva momente mai târziu sosește mama lui Roy și Myra se comportă ciudat și într-un nepotrivit față de ea, nespunându-i acesteia vestea morții fiului ei. Abătută, mama lui Roy pleacă și la scurt timp după aceea Myra leșină. Întoarsă în apartamentul ei, Myra suferă o depresie, iar Kitty îi cumpără medicamente cu bani pe care-i obține prin practicarea prostituției. Kitty o minte pe Myra și îi spune că a găsit de lucru ca balerină. Myra participă la spectacolul trupei în care Kitty pretindea că joacă și află că prietena ei nu făcea parte din trupă. Myra o întreabă apoi pe Kitty, iar aceasta din urmă mărturisește că practică prostituția. Neavând venituri pentru a supraviețui, Myra devine și ea prostituată.
Myra lucrează la Gara Waterloo și, în timpul unei încercări de a-și agăța potențiali clienți, îl vede pe Roy coborând din tren. El o întâmpină cu căldură și o duce la masă unde ea se comportă ciudat față de el. El își asumă angajamentul de a se căsători cu ea și Myra acceptă oferta lui. Cei doi merg la casa lui din Scoția, unde ea o întâlnește din nou pe mama lui. Mama lui își cere scuze pentru că nu și-a dat seama că fata era supărată pentru că aflase că Roy murise. Roy fusese rănit, i se încurcase plăcuța de identificare și fusese declarat în mod fals ca fiind "mort". Myra și mama lui Roy devin prietene. Myra dansează la un bal și vorbește cu unchiul lui Roy, care îi spune că familia Cronin este o familie mândră și respectată, iar frumoasa balerină va fi soția perfectă pentru Roy. Myra se simte vinovată și vorbește cu mama lui, spunându-i adevărul. Myra decide apoi să plece și să renunțe la căsătorie. Roy o vede pentru ultima oară și-i spune de bucurua lui, înainte de a-i returna talismanul ei norocos, declarând că dacă se vor căsători nu mai conta la care se va afla talismanul.
Myra pleacă în dimineața zilei următoare și Roy începe să o caute cu frenezie. El cere ajutorul lui Kitty și ea îl duce la locurile frecventate de Myra. El află curând de viața ei dublă, dar continuă să își dorească să se căsătorească cu ea și continuă să o caute. Între timp, Myra ajunge pe Podul Waterloo și, văzând apropiindu-se un convoi de ambulanțe ale armatei, se sinucide aruncându-se în calea lor.
Ultima scenă este din prezent, arătându-l pe Roy, aflat în picioare pe pod și ținând în mână talismanul norocos, și amintindu-și de dragostea pierdută.

## Distribuție
- Vivien Leigh - Myra Lester
- Robert Taylor - Roy Cronin
- Lucile Watson - Lady Margaret Cronin
- Virginia Field - Kitty
- Maria Ouspenskaya - Madame Olga Kirowa
- C. Aubrey Smith - unchiul lui Roy
- Janet Shaw - Maureen
- Janet Waldo - Elsat
- Steffi Duna - Lydia
- Virginia Carroll - Sylvia
- Leda Nicova - Maria
- Florence Baker - Beatrice
- Margery Manning - Mary
- Frances MacInerney - Violet
- Eleonor Stewart - Grace
- Jimmy Aubrey - "londonezul" din adăpostul antiaerian
- Gilbert Emery - colonelul de la masă (necreditat)
- Wyndham Standing - Toff (necreditat)

## Producție
- Filmul a profitat de succesul din anul precedent al lui Leigh în Pe aripile vântului. Taylor era dornic să arate publicului că el era mai mult decât amantul suav și tineresc pe care-l intrerpretase în filme precum Camille și Three Comrades.

- Leigh l-a dorit pe Laurence Olivier pentru rolul lui Roy Cronin și a fost nemulțumită că Taylor a fost cel ales, deși ea l-a plăcut la filmările pentru A Yank at Oxford. Ea i-a scris atunci soțului ei, Leigh Holman: "Robert Taylor este bărbatul din film, dar rolul a fost scris pentru Larry, și este un caz tipic de distribuire greșită. Mă tem ca va fi o sarcină tristă".

- Taylor a spus mai târziu de interpretarea sa: "A fost prima dată când am realizat într-adevăr o interpretare performantă, care a atins standardele de multe ori de neatins pe care mi le-am stabilit pentru mine". Despre Leigh, Taylor a spus: "Domnișoara Leigh a fost pur și simplu minunată în rolul ei și ea m-a făcut să arăt mai bine".

- Dintre toate filmele ei, Leigh a declarat că acesta era favoritul ei. Taylor l-a considerat, de asemenea, ca filmul său favorit.

## Adaptări în alte medii
Podul Waterloo a fost dramatizat ca o piesă radiofonică de jumătate de oră pentru două emisiuni ale The Screen Guild Theater, mai întâi în 12 ianuarie 1941, cu Brian Aherne și Joan Fontaine și apoi la 9 septembrie 1946, cu Barbara Stanwyck și Robert Taylor. El a fost, de asemenea, prezentat ca o emisiune de jumătate de oră a Screen Director's Playhouse la 28 septembrie 1951, cu Norma Shearer.

## Popularitatea filmului în China, Japonia, Coreea și Taiwan
În 1940, Podul Waterloo a fost lansat pentru prima dată în Statele Unite ale Americii. În luna noiembrie a aceluiași an, filmul a fost prezentat în China. Potrivit unor rapoarte, el a avut parte de mai mult succes în China decât în SUA. A fost adaptat pentru una dintre formele de operă tradițională chineză - "Yue opera". Una dintre melodiile tematice ale filmului, "Auld Lang Syne", este extrem de populară în China și Taiwan. Popularitatea filmului în China, Taiwan, Coreea și Japonia s-a păstrat timp de zeci de ani. La patruzeci de ani de la lansarea sa, în 1980, acesta era încă difuzat în cinematografele din această regiune.

## Imagini

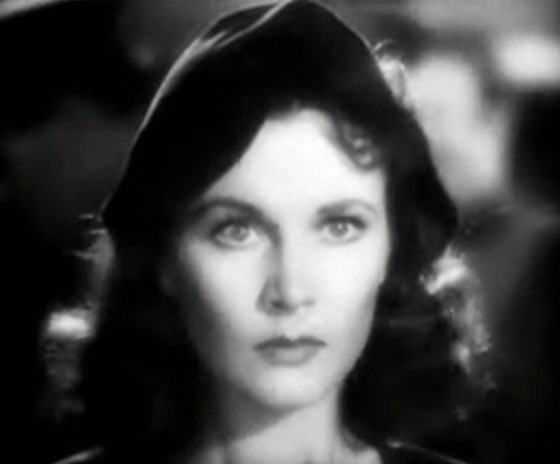
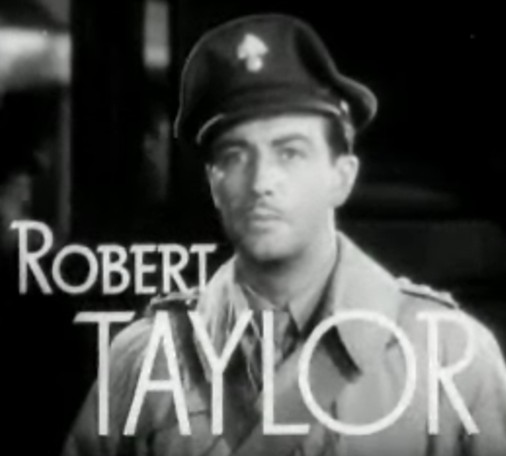
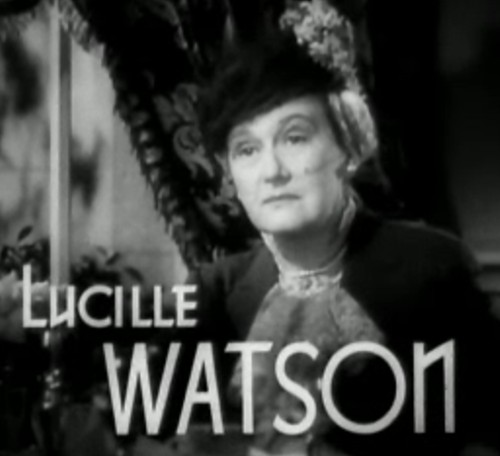
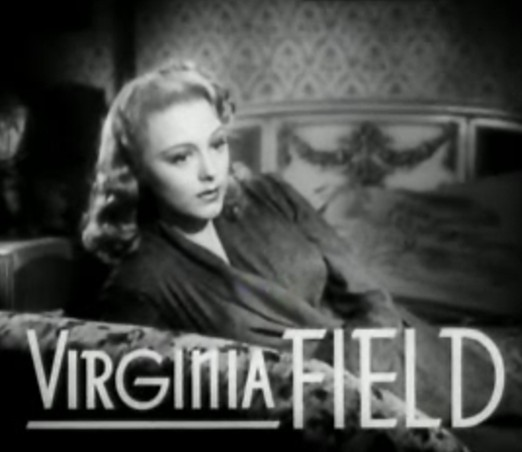
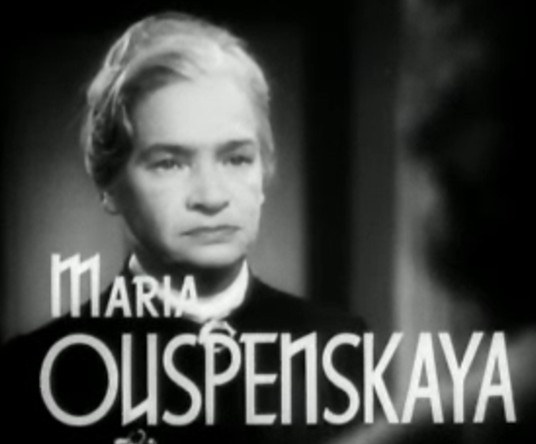
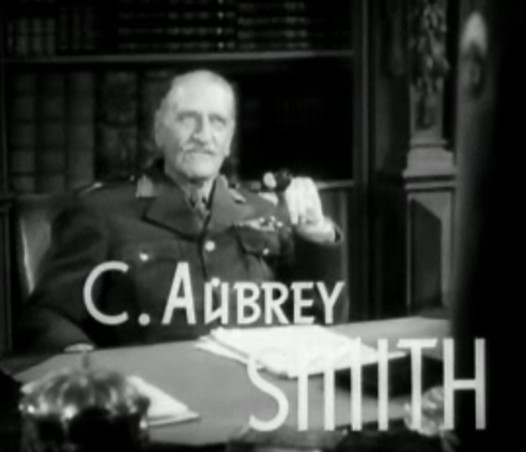